# Clásico de Bélgica de 1986
El Clásico de Bélgica de 1986 (conocido en inglés y por motivos de patrocinio como 1986 BCE Belgian Classic) fue un torneo de snooker, profesional y de invitación, que se celebró en la ciudad belga de Ostende entre el 14 y el 17 de enero de 1986. Terry Griffiths, que derrotó (9-7) a Kirk Stevens en la final, se proclamó campeón.

## Resultados
|  | cuartos de final (mejor de 9) | cuartos de final (mejor de 9) |                 |   | semifinales (mejor de 9) | semifinales (mejor de 9) |  |  | final (mejor de 17) | final (mejor de 17) |
|  |                               |                               |                 |   |                          |                          |  |  |                     |                     |
|  |                               |                               |                 |   |                          |                          |  |  |                     |                     |
|  |                               |                               |                 |   |                          |                          |  |  |                     |                     |
|  | Terry Griffiths               | 5                             |                 |   |                          |                          |  |  |                     |                     |
|  | Terry Griffiths               | 5                             |                 |   |                          |                          |  |  |                     |                     |
|  | Steve Davis                   | 2                             |                 |   |                          |                          |  |  |                     |                     |
|  | Steve Davis                   | 2                             | Terry Griffiths | 5 |                          |                          |  |  |                     |                     |
|  |                               |                               | Terry Griffiths | 5 |                          |                          |  |  |                     |                     |
|  |                               | Tony Knowles                  | 2               |   |                          |                          |  |  |                     |                     |
|  | Tony Knowles                  | Tony Knowles                  | 2               | 5 |                          |                          |  |  |                     |                     |
|  | Tony Knowles                  |                               |                 | 5 |                          |                          |  |  |                     |                     |
|  | Jimmy White                   | 3                             |                 |   |                          |                          |  |  |                     |                     |
|  | Jimmy White                   | 3                             | Terry Griffiths | 9 |                          |                          |  |  |                     |                     |
|  |                               |                               | Terry Griffiths | 9 |                          |                          |  |  |                     |                     |
|  |                               | Kirk Stevens                  | 7               |   |                          |                          |  |  |                     |                     |
|  | Kirk Stevens                  | Kirk Stevens                  | 7               | 5 |                          |                          |  |  |                     |                     |
|  | Kirk Stevens                  |                               |                 | 5 |                          |                          |  |  |                     |                     |
|  | Ray Reardon                   | 1                             |                 |   |                          |                          |  |  |                     |                     |
|  | Ray Reardon                   | 1                             | Kirk Stevens    | 5 |                          |                          |  |  |                     |                     |
|  |                               |                               | Kirk Stevens    | 5 |                          |                          |  |  |                     |                     |
|  |                               | Alex Higgins                  | 4               |   |                          |                          |  |  |                     |                     |
|  | Alex Higgins                  | Alex Higgins                  | 4               | 5 |                          |                          |  |  |                     |                     |
|  | Alex Higgins                  |                               |                 | 5 |                          |                          |  |  |                     |                     |
|  | Dennis Taylor                 | 1                             |                 |   |                          |                          |  |  |                     |                     |
|  | Dennis Taylor                 | 1                             |                 |   |                          |                          |  |  |                     |                     |